# Franka Potente
Franka Potente (Münster, Észak-Rajna-Vesztfália, Nyugat-Németország, 1974. július 22.) német színésznő. 
A lé meg a Lola című filmmel vált nemzetközileg ismertté. A nemzetközi sikernek köszönhetően olyan hírességekkel forgathatott együtt, mint Johnny Depp, Matt Damon és Benicio del Toro. Mellékszerepet kapott a népszerű Doktor House című sorozatban. Németországban forgatókönyvíróként és rendezőként is bemutatkozott (Der die Tollkirsche ausgräbt).

## Fiatalkora
Franka Potente Münsterben született, és Dülmenben nőtt fel. Édesapja tanárként, édesanyja pedig orvostechnikai asszisztensként dolgozott. Öccse, Stefan, három évvel fiatalabb nála. Olasz vezetéknevét szicíliai dédapjának köszönheti, aki tetőfedő munkásként kereste a kenyerét, és a 19. században telepedett le Németországban.
Középiskolai éveit a Clemens-Brentano Gimnáziumban töltötte. Egykori osztálytársai úgy emlékeznek rá, mint az osztály bohócára és szóvivőjére. 17 éves korában egy évet Texasban tanult cserediákként. 1994-ben érettségizett Dülmenben, majd a müncheni Otto-Falckenberg Főiskolán kezdte meg színészi tanulmányait, és New Yorkban fejezte be, a Lee Strasberg Intézetben.

## Pályafutása

### A kezdetek
Egy müncheni bárban fedezték fel, első szerepét akkori barátja, Hans-Christian Schmid vígjátékában kapta (Nach Fünf im Urwald). A film és Franka is kedvező fogadtatásban részesült, alakításáért elnyerte a Bavaria Filmdíjat „Fiatal felfedezett“ kategóriában. 1997-ben a francia Henri Helman által rendezett Une vie pour une autre filmben kapott szerepet.
Tom Tykwer 1998-as szenzációs filmjében, A lé meg a Lolában nyújtott alakítása hozta meg számára a hírnevet. Termékeny együttműködésük bizonyítéka egy másik közös film, a 2000-ben készült A harcos és a hercegnő. A rendező mindkét film főszerepét Franka számára írta.

### Nemzetközi siker
Hollywoodi bemutatkozását a Storytelling narrátoraként a következő filmszerepek követték: 2001-ben a Betépve című filmben Johnny Depp, majd 2002-ben a A Bourne-rejtély című filmben Matt Damon partnereként játszott. Ted Demme, a film rendezője, nagy rajongója volt A lé meg a Lolának. Betépve című filmjéhez nemzetközi színészgárdát szeretett volna összehozni, így jött a képbe Franka Potente.
Franka Potente amerikai filmes karrierje miatt Los Angelesbe költözött, de nem volt megelégedve a neki felkínált szerepek minőségével. 2004-ben tért vissza Németországba, Berlinben telepedett le.
2006-ban Oskar Roehler Michel Houellebecq regényadaptációjában , az Elemi részecskék című filmben láthattuk, és együtt forgatott Eric Banával Richard Roxburgh ausztrál színész rendezői bemutatkozásában, a Romulus, az apám című filmben. Alakításáért 2007-ben jelölést kapott az AFI-díjra (az Ausztrál Filmakadémia díja) „Legjobb színésznő“ kategóriában.
A Kemény Zsaruk (The Shield) hatodik évadában egy örmény maffiózó lányát alakította, aki belekeveredik apja sötét üzelmeibe. 2008-ban a Steven Soderbergh rendezésében készült, Ernesto Che Guevara életéről szóló filmben a német származású gerillaharcosnő, Tamara Bunke szerepét kapta meg.
A neve címszereplőként szóba került a Johanna nőpápa című sikeres történelmi regény adaptációja kapcsán, a szerepet azonban végül Johanna Wokalek kapta meg.
2008-ban A híd című háborúellenes regény filmfeldolgozásának kedvéért állt kamera elé. A film az azonos című 1959-es film remake-je is egyben. Ugyanebben az évben mutatták be a Müncheni Filmfesztiválon az Eichmann című filmet, amiben Avner Less (Troy Garity) vallatótiszt feleségét, Vera Less-t alakítja.
2009 szeptemberében a Doktor House hatodik évadának duplarészes premierjében vendégszerepelt (Megtörve 1-2.).

### Írói pálya
Max Urlacher nevű kollégájával folytatott magánlevelezése alapján 2005-ben megjelent Los Angeles – Berlin. Ein Jahr című könyve. A Der die Tollkirsche ausgräbt című rövidfilmmel forgatókönyvíróként is bemutatkozott. Három nap alatt írta meg a forgatókönyvet, majd rendezőként is közreműködött. A 43 perces romantikus vígjáték az 1914-es fegyverszünet idején játszódik, és a némafilmek elbeszélésmódját idézi. A filmet a 2006-os Berlini Nemzetközi Filmfesztiválon mutatták be.
2009 májusában adták ki személyi edzőjével (Karsten Schellenberg) közösen írt könyvét Kick Ass - Das alternative Workout címen. Potente azt nyilatkozta a könyvről, hogy olyan embereknek szánta, akik lusták, dohányoznak, sőt, időnként még alkoholt is fogyasztanak. A gyakorlatokat bárhol lehet csinálni: mozgólépcsőn, liftben, akár egy bárban is.
2010 augusztusában jelent meg "Zehn" című elbeszéléskötete. Az elbeszélések japán emberekről szólnak. Franka többször járt már Japánban, ezeknek az utazásoknak az alkalmával fogalmazódtak meg benne a történetek.

## Magánélete
1998-tól 2002-ig a filmrendező, producer és forgatókönyvíró Tom Tykwer párja volt, később pedig az amerikai színésszel, Elijah Wooddal járt együtt, akivel az All I want című film forgatásán ismerkedett meg. 2007-től egy amerikai üzletemberrel, Dio Hauserrel élt együtt, 2008-ban eljegyezték egymást. 2009. okt. 12-én jelentették be szakításukat, valamint az eljegyzés felbontását.
2004-ben részt vett a PETA állatvédő szervezet szőrmeellenes kampányában a Die Ärzte punk-rock zenekar és énekese, Bela B. oldalán.

## Filmográfia

### Film
| Év   | Magyar cím                                 | Eredeti cím                                                | Szerep                        | Magyar hang    |
| ---- | ------------------------------------------ | ---------------------------------------------------------- | ----------------------------- | -------------- |
| 1995 |                                            | Nach Fünf im Urwald                                        | Anna                          |                |
| 1997 |                                            | Die Drei Mädels von der Tankstelle                         | Lena                          |                |
| 1998 | A lé meg a Lola                            | Lola rennt                                                 | Lola                          | Kiss Eszter    |
| 1998 | Szép vagyok?                               | Bin ich schön?                                             | Linda                         |                |
| 1999 |                                            | Downhill City                                              | Peggy                         |                |
| 1999 |                                            | Südsee, eigene Insel                                       | pénztáros                     |                |
| 1999 |                                            | Schlaraffenland                                            | Mona Wendt                    |                |
| 2000 | Anatómia                                   | Anatomie                                                   | Paula Henning                 | Madarász Éva   |
| 2000 | A harcos és a hercegnő                     | Der Krieger und die Kaiserin                               | Simone „Sissi” Schmidt        | Orosz Helga    |
| 2001 | Betépve                                    | Blow                                                       | Barbara Buckley               | Schell Judit   |
| 2001 | Helyzetek és gyakorlatok                   | Storytelling                                               | Toby szerkesztője             | Pálfi Kata     |
| 2002 | A tizenhetes csapdája                      | All I Want                                                 | Jane                          | Tóth Auguszta  |
| 2002 | A Bourne-rejtély                           | The Bourne Identity                                        | Marie                         | Kiss Eszter    |
| 2003 | Blueprint – A másolat                      | Blueprint                                                  | Iris Sellin / Siri Sellin     |                |
| 2003 | Anatómia 2.                                | Anatomie 2                                                 | Paula Henning                 | Madarász Éva   |
| 2003 | Végzetes rajongás                          | I Love Your Work                                           | Mia Lang                      | Erdős Borcsa   |
| 2003 | Tulse Luper bőröndjei: A moab történet     | The Tulse Luper Suitcases, Part 1: The Moab Story          | Trixie Boudain                |                |
| 2004 | Tulse Luper bőröndjei: Vauxtól a tengerig  | The Tulse Luper Suitcases, Part 2: Vaux to the Sea         | Trixie Boudain                |                |
| 2004 | A Bourne-csapda                            | The Bourne Supremacy                                       | Marie                         | Kiss Eszter    |
| 2004 | Hajsza a metróban (Borzongás)              | Creep                                                      | Kate                          | Fésűs Bea      |
| 2004 | Tulse Luper bőröndjei: Hálóingtől a végéig | The Tulse Luper Suitcases, Part 3: From Sark to the Finish | Trixie Boudain                |                |
| 2005 | Bőröndbe csomagolt élet                    | A Life in Suitcases                                        | Trixie Boudain                |                |
| 2006 | Elemi részecskék                           | Elementarteilchen                                          | Annabelle                     |                |
| 2007 | Romulus, az apám                           | Romulus, My Father                                         | Christine Gaita               | Kiss Virág     |
| 2007 | Eichmann                                   | Eichmann                                                   | Vera Less                     | Németh Kriszta |
| 2008 | Che (2. rész)                              | Che: Part Two                                              | Tamara "Tania" Bunke          |                |
| 2010 | Sanghaj                                    | Shanghai                                                   | Leni Müller                   | Kiss Eszter    |
| 2010 |                                            | Valerie                                                    | Valerie                       |                |
| 2016 | Démonok között 2.                          | The Conjuring 2                                            | Anita Gregory                 | Kiss Eszter    |
| 2017 |                                            | Muse                                                       | Susan                         |                |
| 2018 |                                            | Between Worlds                                             | Julie                         |                |
| 2018 | 25 km/h – Féktelen száguldás               | 25 km/h                                                    | Ute                           | Kiss Eszter    |
| 2019 | Emmy hercegnő                              | Princess Emmy                                              | Karla királynő (angol hangja) |                |
| 2020 |                                            | Home                                                       | rendező és forgatókönyvíró    | –              |

Rövidfilmek
- 1997: Easy Day – Lili
- 1999: Winke und lächle! – Susan / stewardess
- 2006: Der die Tollkirsche ausgräbt – rendező és forgatókönyvíró
- 2019: The Haunted Swordsman – boszorkány

### Televízió
| Év        | Magyar cím                          | Eredeti cím                      | Szerep                            | Megjegyzések                                              |
| --------- | ----------------------------------- | -------------------------------- | --------------------------------- | --------------------------------------------------------- |
| 1997      |                                     | Coming In                        | Nina                              | tévéfilm                                                  |
| 1997      |                                     | Une vie pour une autre           | Lisa Manocci                      | tévéfilm                                                  |
| 1998      | Merénylet az Operabálon             | Opernball                        | Gabrielle Becker                  | tévéfilm                                                  |
| 2007      | The Shield – Kemény zsaruk          | The Shield                       | Diro Kesakhian                    | 3 epizód                                                  |
| 2008      |                                     | La Traque                        | Beate Klarsfeld                   | tévéfilm                                                  |
| 2008      | A híd                               | Die Brücke                       | Elfie Bauer                       | tévéfilm                                                  |
| 2009      | Doktor House                        | House                            | Lydia Bohm                        | 1 epizód                                                  |
| 2010      | Psych – Dilis detektívek            | Psych                            | Nadia                             | 1 epizód                                                  |
| 2011      | A Laconia elsüllyesztése            | The Sinking of the Laconia       | Hilda Smith                       | - minisorozat (2 epizód) - magyar hangja: - Udvarias Anna |
| 2011      |                                     | Beate Uhse – Das Recht auf Liebe | Beate Uhse                        | tévéfilm                                                  |
| 2012      | Amerikai Horror Story: Zártosztály  | American Horror Story: Asylum    | Anne Frank / Charlotte Brown      | 2 epizód                                                  |
| 2012–2013 | Copper – A törvény ára              | Copper                           | Eva Heissen                       | 22 epizód                                                 |
| 2014      | A híd                               | The Bridge                       | Eleanor Nacht                     | 12 epizód                                                 |
| 2016      |                                     | Dark Matter                      | Shaddick főfelügyelő              | 2 epizód                                                  |
| 2016      |                                     | Der Island-Krimi                 | Solveig Karlsdóttir               | 2 epizód                                                  |
| 2017      | Tabu                                | Taboo                            | Helga von Hinten                  | - 7 epizód - magyar hangja: - Kiss Eszter                 |
| 2018      | Karmok                              | Claws                            | Zlata Ostrovsky                   | 10 epizód                                                 |
| 2022–2023 |                                     | Echo 3                           | Hildy                             | 2 epizód                                                  |
| 2022–2023 | Titánok                             | Titans                           | Mother Mayhem                     | nellékszereplő                                            |
| 2023–     | Castlevania – Démonkastély: Noktürn | Castlevania: Nocturne            | Báthori Erzsébet / Szahmet (hang) | - főszereplő - magyar hangja: - Alberti Zsófi             |

## Diszkográfia
- Believe (1998)
- Wish (Komm zu mir) (1998)
- Easy Day (1999)
- Fly with Me (2001)

## Díjak, jelölések
| Év   | Díj                            | Kategória                                                                             | Eredmény  |
| ---- | ------------------------------ | ------------------------------------------------------------------------------------- | --------- |
| 1996 | Bavaria Filmdíj                | Legjobb fiatal színésznő (Nach Fünf im Urwald)                                        | Megnyerte |
| 1998 | RTL Arany Oroszlán díj         | Legjobb női főszereplő (Merénylet az operabálon)                                      | Jelölés   |
| 1998 | Bavaria TV-díj                 | (Merénylet az operabálon)                                                             | Megnyerte |
| 1998 | Bambi                          | (A lé meg a Lola)                                                                     | Megnyerte |
| 1999 | German Phono Academy Különdíja | (A lé meg a Lola) Thomas D-vel megosztva                                              | Megnyerte |
| 1999 | Audience Award                 | Az év színésze/színésznője                                                            | Megnyerte |
| 2000 | Audience Award                 | Az év színésze/színésznője                                                            | Megnyerte |
| 2000 | Chlotrudis Award               | Legjobb színésznő (A lé meg a Lola)                                                   | Jelölés   |
| 2001 | Film Award in Gold             | Legjobb egyéni teljesítmény: Színésznő (A harcos és a hercegnő)                       | Jelölés   |
| 2001 | Audience Award                 | Legjobb színésznő (A harcos és a hercegnő)                                            | Jelölés   |
| 2002 | Chlotrudis Award               | Legjobb színésznő (A harcos és a hercegnő)                                            | Jelölés   |
| 2007 | AFI Award                      | Legjobb női főszereplő (Romulus, az apám)                                             | Jelölés   |
| 2008 | Adolf Grimme Award             | Legjobb egyéni teljesítmény (Der die Tollkirsche ausgräbt) Frank Griebe-vel megosztva | Megnyerte |

Forrás: Imdb

## Könyvei
- Franka Potente / Max Urlacher: Berlin - Los Angeles. Ein Jahr, Herder 2005, ISBN 3451288478
- Franka Potente / Karsten Schellenberg: Kick Ass - Das alternative Workout, Goldmann 2009, ISBN 344239161X
- Franka Potente: Zehn, Piper 2010, ISBN 9783492054232

## Fordítás
- Ez a szócikk részben vagy egészben  a   Franka Potente című német nyelvű Wikipédia-szócikk fordításán alapul.  Az eredeti cikk szerkesztőit annak laptörténete sorolja fel. Ez a jelzés csupán a megfogalmazás eredetét és a szerzői jogokat jelzi, nem szolgál a cikkben szereplő információk forrásmegjelöléseként.